# Arianna Gleason
Arianna E. Gleason, née en 1980[Quoi ?], est une astronome amateur américaine.

## Biographie
Elle fut étudiante en astronomie et en physique à l'Université de l'Arizona (licence en 1998), et plus tard à Berkeley, Université de Californie. Dans le cadre du programme Spacewatch, elle découvrit 9 astéroïdes (8 seule et un en collaboration avec d'autres astronomes). 
Cette coopération a également permis la découverte d'une comète non périodique, C/2003 A2 (Gleason), et d'une périodique, P/2004 DO29 (Spacewatch-LINEAR). Elle découvrit également les objets transneptuniens (48639) 1995 TL8, (33340) 1998 VG44, (47932) 2000 GN171 et (35671) 1998 SN165.
Alors qu'elle recherchait des astéroïdes, elle a découvert une des lunes externes de Jupiter, Callirrhoé. 
Elle travaille actuellement[Quand ?] en tant que physicienne au Laboratoire national Lawrence-Berkeley.
| (33340) 1998 VG44[1],[2]                           | 14 novembre 1998  |
| (35671) 1998 SN165                                 | 23 septembre 1998 |
| (47932) 2000 GN171                                 | 1er avril 2000    |
| (48639) 1995 TL8                                   | 15 octobre 1995   |
| (275558) 1999 RH33                                 | 5 septembre 1999  |
| 1. avec Jeffrey A. Larsen 2. avec Nichole M. Danzl |                   |

## Distinctions
- En 2001, elle a reçu le prix The Arizona Pride.
- L'astéroïde (10639) Gleason est nommé d'après elle.